# 德米特里夫卡
德米特里夫卡（羅馬化：Dmytrivka），是烏克蘭北部切爾尼戈夫州尼任區德米特里夫卡市镇内的鎮及其行政中心。處於羅門河畔，始建於1647年，面積4平方公里，2012年人口2,150，人口密度每平方公里540人。